# Ernst Ramser

Ernst Ramser (1945)

Ernst Ramser (* 22. April 1894 in Schnottwil; † 21. August 1963 in Zürich) war ein Schweizer Kulturingenieur, Bodenkundler und Hochschulprofessor.

## Leben
Ernst Ramser war der Sohn eines Landwirts aus dem Kanton Solothurn. Er besuchte die Mittelschule in Solothurn und absolvierte bis 1919 ein Studium am Eidgenössischen Polytechnikum Zürich. 1920 wurde er Kulturingenieur des Kantons Schwyz und 1925 Lehrer für Meliorationswesen an der Landwirtschaftlichen Schule des Klosters Einsiedeln in Pfäffikon. Von 1930 bis 1932 war er Bauverwalter der Gemeinde Langenthal.
1936 bis 1935 war Ernst Ramser Adjunkt im Kulturingenieurbüro des Kantons Bern, wo er besonders mit Vorhaben zur Bodenverbesserung in Gebirgsgegenden der Alpen und des Jura zu tun hatte. 1936 bis 1941 arbeitete er als Adjunkt des eidgenössischen Kulturingenieurs, dessen Bereich 1939 als Eidgenössisches Meliorationsamt organisiert wurde. In dieser Funktion begleitete Ramser Projekte zu landwirtschaftlichen Feldfluren in mehreren Kantonen. In der Anfangszeit des Zweiten Weltkriegs war Ramser als Stellvertreter von Alfred Strüby (1889–1949) massgeblich an den besonderen Meliorationsarbeiten beteiligt, die im Zusammenhang mit dem Plan Wahlen, einem Programm zur Versorgung der Schweiz mit Lebensmitteln, ausgeführt wurden.
1941 wählte der Bundesrat Ernst Ramser als Nachfolger von Edouard Diserens (1885–1954) zum Ordinarius an der ETH für Kulturtechnik, Alpwirtschaft und Alpmeliorationen. Bis 1961 lehrte er an der Abteilung für Kulturtechnik und Vermessungswesen der ETH Zürich besonders über kulturtechnischen Wasserbau, Bewässerung und Bodenentwässerung. Mit Versuchsanlagen, unter anderem in Therwil, untersuchte er die Methoden der Drainage und prägte mit seiner Forschung das schweizerische Regelwerk über die Konstruktion von Entwässerungswerken. Er verfasste Lehrbücher über das landwirtschaftliche Meliorationswesen und die Alpwirtschaft. Mit dem Landwirtschaftslehrer Arnold Schnyder und dem Kulturingenieur (und späteren ETH-Professor) Ernst Tanner (1901–1971) gab er 1943 die zweite, überarbeitete Auflage des Handbuchs Landwirtschaftliches Meliorationswesen heraus, das im 20. Jahrhundert als wichtige technische Grundlage für die Verbesserung landwirtschaftlicher Böden, die Entwässerung feuchter Gebiete, die Bewässerung in Trockengebieten, Güterzusammenlegungen und den Bau neuer Hofsiedlungen ausserhalb der Ortschaften diente.
Mit Studien, Gutachten und Fachberichten unterstützte Ernst Ramser staatliche Behörden, landwirtschaftliche Genossenschaften, Unternehmen und Privatpersonen im Zusammenhang mit Projekten wie Flurbereinigungen, Bodenverbesserungen, Hochwasserschutz, Wegebauten und anderen Infrastrukturvorhaben. So verfasste er etwa einen Bericht über die kulturlandzerstörerische Wirkung des projektierten Stausees am Etzel, Schwyz (1922), Untersuchungen zu den Gewässerkorrektionen an Bünz, Dünnern und Oesch sowie 1944 ein Gutachten zum geplanten Artillerie-Waffenplatz bei Rothenthurm.
Ernst Ramser wirkte in den Gremien der Linthkorrektion mit und leitete dieses Programm während mehrerer Jahre. Er war Gründer und der erste Präsident des Schweizerischen Kulturingenieurvereins, Vorstandsmitglied der Schweizerischen Vereinigung für Innenkolonisation und industrielle Landwirtschaft und präsidierte die Ausstellungsgruppe Kulturtechnik für die Landesausstellung 1939.

## Werke
- mit Arnold Schnyder, Ernst Tanner: Landwirtschaftliches Meliorationswesen. Lehrbuch für den Unterricht an landwirtschaftlichen Schulen und Ratgeber für die Praxis der Landwirtschaft und Kulturtechnik. Herausgegeben durch den Schweizerischen Verband der Lehrer an landwirtschaftlichen Schulen und Ingenieur-Agronomen. 2. Aufl., Bern 1943, 3. Aufl. 1947; 4. Aufl. 1964.[9]
- mit Ernst Tschumi: Alpwirtschaft. Leitfaden für den Unterricht an alpwirtschaftlichen und landwirtschaftlichen Schulen. Frauenfeld 1945, 2. Aufl. 1949.
- Das neue Schema zur Klassifizierung der Böden auf den Dispersitätsklassen von Atterberg und neue kulturtechnische Untersuchungsmethoden. In: Schweizerische Zeitschrift für Vermessung, Kulturtechnik und Photogrammetrie. 1953.
- mit Alfred Strüby: Das Bodenverbesserungswesen in der Schweiz. 1922.
- Der Alpkataster als Planungsgrundlage für die Berggebiete. In:  Schweizerische Zeitschrift für Landes-, Regional- und Ortsplanung. 1951.
- Alpwirtschaft. In: Schweizer Lexikon. 1945
- Bodenverbesserungen. In: Schweizer Lexikon. 1945
- Drainrohrformen. In: Alpwirtschaftliche Monatsblätter. 1938
- Die Herausgabe einer neuen Alpstatistik. 1946.
- Das «Versuchsfeld Baar» des kulturtechnischen Laboratoriums der ETH. Zürich 1944.

## Archive
- Nachlass in der Bibliothek der ETH Zürich